# Jan Polanowski (zm. 1649)
Jan Polanowski herbu Pobóg (zm. w 1649 roku) – cześnik halicki w latach 1626–1649, podstarości trembowelski w latach 1613–1619.

## Życiorys
Poseł województwa podolskiego na sejm zwyczajny 1626 i 1627  roku, deputat na Trybunał Skarbowy Koronny w 1626 i 1627 roku. Poseł na sejm nadzwyczajny 1629 roku.